# Renate Grasberger
Renate Grasberger est une historienne de l'art et musicologue autrichienne née en 1941 à Vienne (Autriche).

## Biographie
Renate Grasberger a étudié la céramique à l'Université des arts appliqués de Vienne ainsi que l'histoire de l'art à l'Université de Vienne. En 1960, elle commence à travailler à la Bibliothèque nationale autrichienne. Jusqu'en 1976, elle travaille au Ministère fédéral des Finances (Autriche). 
De 1978 à 2006, elle s'occupe de l'Institut Anton Bruckner à Linz et à Vienne. À partir de 2007, elle s'occupe essentiellement d'un projet Anton Bruckner.
Elle s'est spécialisée dans la bibliographie, l'iconographie et la documentation de la vie et de l'œuvre du compositeur Anton Bruckner. En 1977, elle dresse une liste de ses compositions.
Renate Grasberger était mariée avec le musicologue Franz Grasberger (1915-1981).

## Publications
- Bruckner-Bibliographie (bis 1974), Graz, Autriche, Akademische Druck Verlagsanstalt, 1985.
- Bruckner-Bibliographie II (1975-1999) und Nachträge zu Band I (bis 1974), Vienne, Autriche, Musikwissenschaftlicher Verlag, 2002.